# Adão Nunes Dornelles
Adão Nunes Dornelles, detto Adãozinho (Porto Alegre, 2 aprile 1923 – Porto Alegre, 30 agosto 1991), è stato un calciatore brasiliano, di ruolo attaccante.

## Caratteristiche tecniche
Giocava come attaccante, più precisamente come centravanti.

## Carriera

### Club
Iniziò nelle giovanili del Diário Oficial, con la cui maglia debuttò nel 1938; nel 1943 si trasferì al blasonato Internacional, entrando a far parte della squadra che vinse cinque campionati statali in sei anni. Lasciata la compagine della sua città natale, si trasferì al Flamengo, di Rio de Janeiro, con cui giocò più di cento volte, mantenendo una media-gol di quasi una rete ogni due partite. Nel 1953 lasciò, dopo aver vinto un campionato Carioca, il club, passando al XV de Jaú, ove chiuse la carriera quattro anni dopo.

### Nazionale
Ha giocato tre partite con il Brasile, venendo convocato per il mondiale di Brasile 1950.

## Palmarès

### Club

#### Competizioni nazionali
- Campionato Gaúcho: 5

Internacional: 1944, 1945, 1947, 1948, 1950
- Campionato Carioca: 1

Flamengo: 1953